# Johann Sigismund von Schlund
Johann Sigismund von Schlund auch Johann Sigmund von Schlund oder Johann Siegmund Schlundt (* 1656; † 30. Mai 1710 in Riga), war ein kurbrandenburgisch-preußischer Oberst und nachmaliger dänischer und russischer Generalmajor.

## Leben
Sein Vater Johann von Schlund war Landvermesser und Baumeister. Er bildete den Jungen zunächst wissenschaftlich aus.
Schlund nahm seinen Dienst bei der preußischen Artillerie im Jahre 1670 auf und stieg zum Feuerwerker auf. Er nahm dann am Schwedisch-Brandenburgischen Krieg teil. Schlund kam danach in das Infanterieregiment Nr. 12. Dort avancierte er 1685 zum Premierleutnant und 1689 zum Stabskapitän. Hiernach nahm er seinen Abschied und trat 1694 in englische Dienste. Im Jahre 1698 kehrte er jedoch als Oberstleutnant in brandenburgische Dienste zurück und wurde am 15. März 1699 Oberst sowie Kommandeur des kurbrandenburgischen Artillerie-Korps. Er wurde aber als herrschsüchtig und eigennützig beschrieben.
Am 24. April 1707 wurde der russische Fürst und Minister Menschikow auf seiner Reise von Berlin nach St. Petersburg bei Grünberg von Schweden gefangen genommen. Bei ihm wurden briefliche Mitteilungen über Schwachstellen brandenburgischer Festungen gefunden. Daraufhin wurde Schlund 1707 in Spandau arrestiert. Am 5. September 1707 enthob ihn das Kriegsgericht seines Postens und verurteilte ihn zu lebenslangem Festungsarrest. 1708 wurde er nach Peitz verlegt. Die Schweden forderten in übergeordnetem Zusammenhang sogar seine Auslieferung. 1709 wurde von Schlund freigelassen, nachdem sich der dänische König für ihn verwendet hatte. Dieser nahm ihn als Generalmajor und Kommandeur der Artillerie in seine Dienste. Wenig später muss Schlund jedoch ranggleich in russische Dienste gewechselt sein.
Schlund war verheiratet und hatte auch Kinder. Diese erhielten während seiner Haft vom König eine jährliche Gnadenpension in Höhe von 800 Talern.